# Georg Rieper

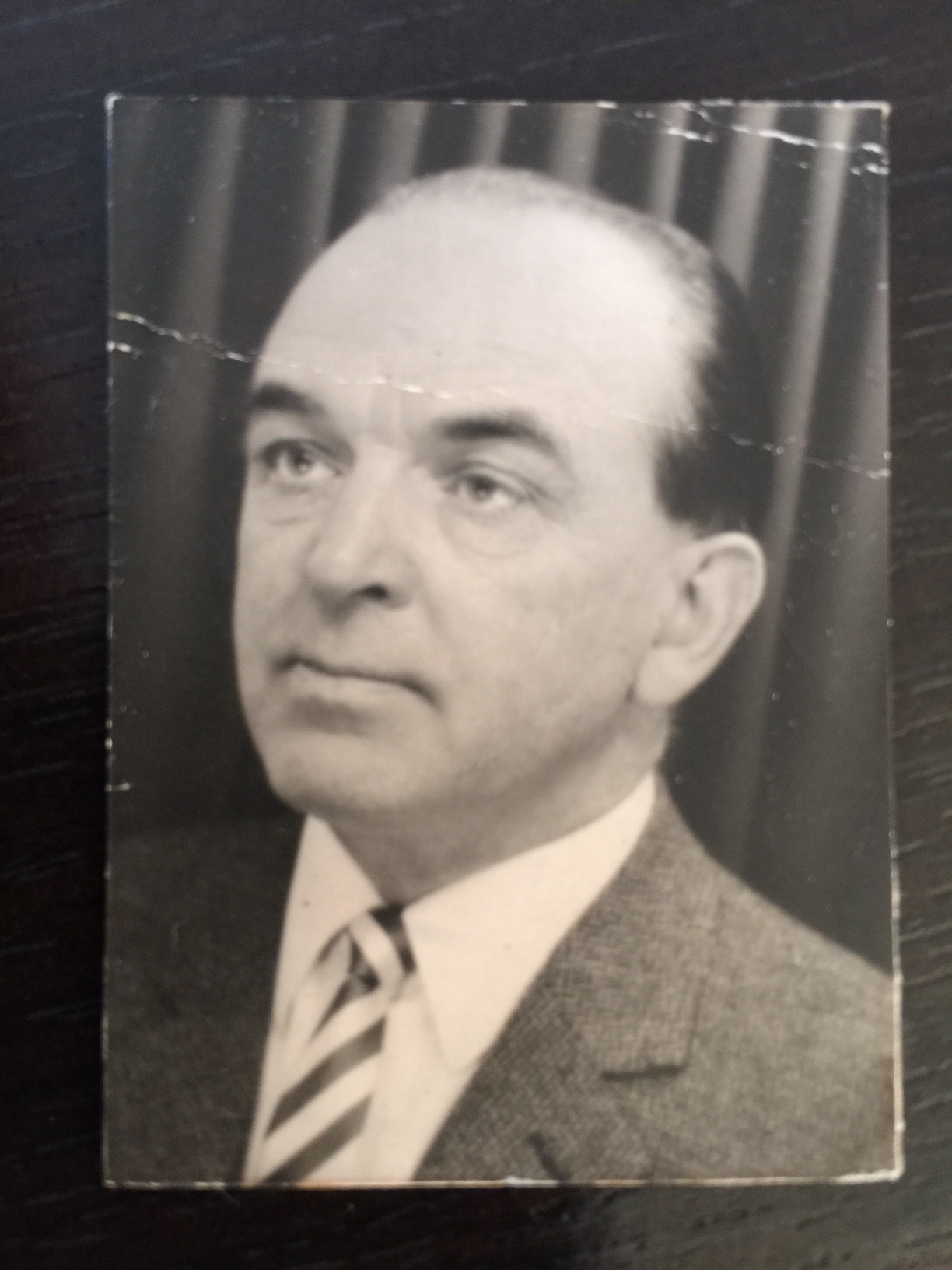

Georg Christian Rieper (* 19. Januar 1909 in Steinau, Kreis Hadeln; † 5. Juli 1982 in Bremen) war ein deutscher Unternehmer und Erfinder des Rollax-Rollos sowie des Glasko-Prinzips. 

## Biografie
Er war der einzige Sohn von insgesamt sieben Kindern des Kaufmanns Christian Rieper und seiner Ehefrau Carolin Rieper. Die Kinder- und Jugendjahre verbrachte Rieper in Steinau und Bad Bederkesa im Landkreis Land Hadeln. 
Nach Abschluss der mittleren Reife machte er sich bereits in jungen Jahren selbständig. Er gründete 1934 das Unternehmen Rollo Rieper in Bremen. Hier produzierte Rieper zunächst Springrollos und vertrieb diese im Einzelhandel an Privathaushalte und andere Unternehmen. 
Nach dem Zweiten Weltkrieg gründete Rieper insgesamt zwölf Filialen in Bremen, Bremerhaven, Cuxhaven, Stade und Umgebung. Über seine Zweigstellen vertrieb Rieper neben seinen Erfindungen auch die in Bremen produzierten Onax-Jalousien sowie Teppichböden und Accessoires.

## Wirken
Als Alternative zum Springrollo erfand Georg Rieper das Rollax-Rollo, das später auch Fallrollo genannt wurde. Dieses Patent bestand darin, dass der Rollostoff bzw. die Rollofolie durch einen in der Tasche eingesetzten Fallstab durch Eigengewicht nach unten gezogen wurde. Eine seitlich an der Rollowelle installierte Schnur wickelte sich durch das Herabfallen des Stabes auf der Welle auf – ähnlich wie bei einer heutigen Rolladentechnik der Gurtzug. 
Zusätzlich zu diesem einfachen Prinzip, das es ermöglichte, auf einen damals bereits geläufigen Federzug (wie beim Springrollo oder Schnapprollo) zu verzichten, entwickelte Georg Rieper das ebenfalls von ihm benannte und patentierte Glasko-Rollo, für das er schließlich die Rudolf-Diesel-Medaille in Bronze erhielt. Dieses Patent war eine Alternative zu der damals noch sehr teuren Doppelverglasung, da es ein Rollosystem darstellte, das vor der Fensternische als Kälteschutz im Winter montiert wurde. Es bestand aus einer transparenten Folie, die durch seitlich installierte Führungsschienen an der Wand befestigt wurde, und somit eine wärmedämmende Luftschicht zwischen Fenster und Rollo bildete.

## Tod
Nachdem Rieper bereits 1980 aufgrund seiner Arteriosklerose-Erkrankung einen Herzinfarkt mit leichtem Schlaganfall erlitten hatte, lebte er unter regelmäßig auftretenden Schmerzen noch zwei Jahre in Bremen.
Rieper war geschieden. Georg Rieper starb am 5. Juli 1982 um 18:30 Uhr im Zentralkrankenhaus St.-Jürgen-Straße in Bremen im Alter von 73 Jahren. Er wohnte zuletzt in der Humboldtstraße 125 in Bremen.
Beigesetzt wurde er am Grab seiner Eltern auf dem Friedhof in Odisheim nahe seinem Geburtsort Steinau.

## Preise und Auszeichnungen
- Rudolf-Diesel-Medaille 1965 in Bronze